# 滬太新村
滬太新村是中華人民共和國上海市普陀區的一個住宅區，佔地面積74公頃，總建築面積72萬平方米。社區以6層樓住宅為主，另有16%為高層住宅。社區開發前是一片農田。滬太新村於1983年開工，1992年基本建成。